# Disa biflora
Disa biflora är en orkidéart som först beskrevs av Carl von Linné, och fick sitt nu gällande namn av George Claridge Druce. Disa biflora ingår i släktet Disa och familjen orkidéer. Inga underarter finns listade i Catalogue of Life.